# Ilmtal-Weinstraße
Ilmtal-Weinstraße – gmina (niem. Landgemeinde) w Niemczech, w kraju związkowym Turyngia, w powiecie Weimarer Land. Powstała 31 grudnia 2013 z połączenia dziewięciu ze wszystkich dziesięciu gmin, które tworzyły wspólnotę administracyjną Ilmtal-Weinstraße.
Gmina pełni funkcję "gminy realizującej" (niem. "erfüllende Gemeinde") dla gminy wiejskiej, która nie weszła w jej skład ze wspólnoty - Kromsdorf.

## Dzielnice
W skład gminy Ilmtal-Weinstraße wchodzą następujące dzielnice: Liebstedt, Mattstedt, Niederreißen, Niederroßla, Nirmsdorf, Oberreißen, Oßmannstedt, Pfiffelbach, Willerstedt.